# دانييل زيريب
دانييل زيريب (بالفرنسية: Daniel Xuereb) (22 يونيو 1959 في غارداني) لاعب كرة قدم فرنسي معتزل كان يجيد اللعب في مركز المهاجم . بدأ مسيرته الرياضية في نادي ليون سنة 1977 . في عقد الثمانينات شارك مع منتخب فرنسا في 8 مباريات دولية مسجلا هدف واحد وساهم في الفوز بالميدالية الذهبية في مسابقة كرة القدم بدورة الألعاب الأولمبية الصيفية 1984 التي أقيمت في لوس أنجلوس الأمريكية. بسبب تألقه في صفوف نادي لنس الذي انتقل إليه في سنة 1981 تم استدعائه للمشاركة في بطولة كأس العالم 1986 التي أقيمت في المكسيك مساهما في احتلال منتخب فرنسا المركز الثالث. انتقل بعدها إلى نادي باريس سان جيرمان ثم نادي مونبلييه حيث حقق بطولة كأس فرنسا سنة 1990 ثم انتقل إلى نادي مرسيليا وحقق معه بطولة دوري الدرجة الأولى سنة 1992 واختتم مشواره الرياضي في نادي طولون موسم 1992/1993.

## روابط خارجية
- دانييل زيريب على موقع الاتحاد الدولي (مؤرشف)  (الإنجليزية)
- دانييل زيريب على موقع قاعدة بيانات كرة القدم.إي يو (الإنجليزية)
- دانييل زيريب على موقع ليكيب (الفرنسية)
- دانييل زيريب على موقع ناشيونال فوتبول تيمز (الإنجليزية)
- دانييل زيريب على موقع اللجنة الأولمبية الدولية (الإنجليزية)
- دانييل زيريب على موقع أوليمبيديا (الإنجليزية)